# Nationaal Park Skadarsko Jezero
Het Nationaal Park Skadarsko Jezero (Nederlands: Nationaal Park Meer van Shkodër) (Montenegrijns: Nacionalni Park Skadarsko Jezero) is een Montenegrijns nationaal park dat in 1983 werd opgericht. Het 40.000 ha grote park beschermt het Montenegrijnse deel van het meer van Shkodër (op de grens met Albanië) en de oevers ervan. Sinds 1996 staat het park op de lijst van draslanden van internationaal belang (Conventie van Ramsar). 

## Fauna en flora
In het park komen 270 vogelsoorten voor. Daaronder bevinden zich reiger, zeemeeuw en ook een aantal van de laatste pelikanen in Europa. In het meer leeft veel vis, waaronder karper en paling. Van de 34 vissoorten zijn er 7 endemisch voor het meer van Shkodër.